# Заставек
Заставек (пол. Zastawek) — село в Польщі, у гміні Тереспіль Більського повіту Люблінського воєводства.
Населення — 139 осіб (2011).
У 1975-1998 роках село належало до Білопідляського воєводства.

## Демографія
Демографічна структура станом на 31 березня 2011 року:
|          | Загалом | Допрацездатний вік | Працездатний вік | Постпрацездатний вік |
| -------- | ------- | ------------------ | ---------------- | -------------------- |
| Чоловіки | 66      | 11                 | 49               | 6                    |
| Жінки    | 73      | 19                 | 38               | 16                   |
| Разом    | 139     | 30                 | 87               | 22                   |